# Morti nel 1945/Febbraio
| Questa pagina contiene informazioni ricavate automaticamente dalle voci biografiche con l'ausilio del template Bio e di un bot. L'aggiornamento è periodico e automatico e ricostruisce completamente la pagina. Se manca una persona in questa lista, sei pregato di non aggiungerla, ma accertati piuttosto che la sua voce biografica contenga il template Bio e che i dati anagrafici siano correttamente compilati. Se il template Bio manca, inseriscilo tu stesso o, in alternativa, metti l'avviso {{tmp\|Bio}} che ne segnala la mancanza. Se i dati riportati sono sbagliati, correggi direttamente la voce biografica; le modifiche saranno visibili in questa lista entro pochi giorni. Per chiarimenti vedi il progetto biografie. La lista contiene solo le 162 persone che sono citate nell'enciclopedia e per le quali è stato implementato correttamente il template Bio. Pagina aggiornata al 26 lug 2025. |

- 1º febbraio - Ivan Bagrjanov, politico e diplomatico bulgaro (n. 1891)
- 1º febbraio - Dobri Božilov, politico bulgaro (n. 1884)
- 1º febbraio - Ferruccio Calonghi, latinista e lessicografo italiano (n. 1866)
- 1º febbraio - Bogdan Filov, politico e archeologo bulgaro (n. 1883)
- 1º febbraio - Petăr Gabrovski, politico bulgaro (n. 1898)
- 1º febbraio - Thomas Homewood, tiratore di fune britannico (n. 1881)
- 1º febbraio - Johan Huizinga, storico e linguista olandese (n. 1872)
- 1º febbraio - Kiril di Bulgaria, principe bulgaro (n. 1895)
- 1º febbraio - Antonio Scano, politico italiano (n. 1859)
- 1º febbraio - Adriano Tardelli, antifascista italiano (n. 1896)
- 2 febbraio - Adolf Brand, giornalista, insegnante e scrittore tedesco (n. 1874)
- 2 febbraio - Camillo Cimati, agronomo e politico italiano (n. 1861)
- 2 febbraio - Alfred Delp, gesuita tedesco (n. 1907)
- 2 febbraio - Carl Friedrich Goerdeler, politico tedesco (n. 1884)
- 2 febbraio - Gustav Heistermann von Ziehlberg, generale tedesco (n. 1898)
- 2 febbraio - Joe Hunt, tennista statunitense (n. 1919)
- 2 febbraio - Ugo Macchieraldo, ufficiale e partigiano italiano (n. 1909)
- 2 febbraio - Eugenio Olivero, ingegnere e saggista italiano (n. 1870)
- 2 febbraio - Ferdinando Maria Poggioli, regista e sceneggiatore italiano (n. 1897)
- 2 febbraio - Fëdor Andrianovič Poletaev, partigiano sovietico (n. 1909)
- 2 febbraio - Johannes Popitz, politico tedesco (n. 1884)
- 2 febbraio - Enrico Serra, partigiano italiano (n. 1921)
- 3 febbraio - Anton Dorfmeister, politico austriaco (n. 1912)
- 3 febbraio - Roland Freisler, magistrato e politico tedesco (n. 1893)
- 3 febbraio - Giovanni Pagani, militare italiano (n. 1920)
- 3 febbraio - Al Zirkel, lottatore statunitense (n. 1884)
- 4 febbraio - Giovanni Masnata, medico e politico italiano (n. 1870)
- 5 febbraio - Denise Bloch, militare francese (n. 1916)
- 5 febbraio - Ennio Carando, partigiano e filosofo italiano (n. 1904)
- 5 febbraio - Walter Fillak, partigiano italiano (n. 1920)
- 5 febbraio - Violette Szabo, agente segreta britannica (n. 1921)
- 5 febbraio - Ragnar Östberg, architetto svedese (n. 1866)
- 6 febbraio - Line Marsa, cantante francese (n. 1895)
- 6 febbraio - Alberto Araldi, carabiniere e partigiano italiano (n. 1912)
- 6 febbraio - Robert Brasillach, scrittore, giornalista e poeta francese (n. 1909)
- 6 febbraio - Omero Ciai, partigiano italiano (n. 1923)
- 6 febbraio - Erminio Ferretto, partigiano italiano (n. 1915)
- 6 febbraio - Fausto Fornaci, militare e aviatore italiano (n. 1917)
- 6 febbraio - František Getreuer, pallanuotista cecoslovacco (n. 1906)
- 6 febbraio - Géza Kertész, calciatore e allenatore di calcio ungherese (n. 1894)
- 6 febbraio - István Tóth, allenatore di calcio e calciatore ungherese (n. 1891)
- 6 febbraio - Giorgi Varazashvili, partigiano e militare georgiano (n. 1914)
- 6 febbraio - Lodovico Vigilante, poliziotto italiano (n. 1882)
- 6 febbraio - Francesco Viviani, antifascista italiano (n. 1891)
- 7 febbraio - Mario Bassi, giornalista e scrittore italiano (n. 1886)
- 7 febbraio - Francesco De Gregori, militare e partigiano italiano (n. 1910)
- 7 febbraio - Aldo Finzi, compositore italiano (n. 1897)
- 7 febbraio - Frédéric Sy, astronomo francese (n. 1861)
- 7 febbraio - Elda Turchetti, operaia e partigiana italiana (n. 1923)
- 8 febbraio - Eugen Deutsch, sollevatore tedesco (n. 1907)
- 8 febbraio - Robert Mallet-Stevens, architetto e designer francese (n. 1886)
- 8 febbraio - Italo Santelli, schermidore italiano (n. 1866)
- 8 febbraio - Achille Visocchi, politico italiano (n. 1863)
- 8 febbraio - Julius Wolff, matematico olandese (n. 1882)
- 9 febbraio - Mirko Andreoli, partigiano italiano (n. 1921)
- 9 febbraio - Giuseppe Borea, presbitero e partigiano italiano (n. 1910)
- 9 febbraio - Volprecht Freiherr Riedesel von Eisenbach, militare tedesco (n. 1910)
- 9 febbraio - Karl Mayr, militare tedesco (n. 1883)
- 9 febbraio - Rolf von Chlingensperg, alpinista e ingegnere tedesco (n. 1904)
- 10 febbraio - Giovanni Cerbai, partigiano italiano (n. 1912)
- 10 febbraio - Fratelli De Rege, comico e attore italiano (n. 1891)
- 10 febbraio - Giovanni Palatucci, poliziotto italiano (n. 1909)
- 10 febbraio - Emiliano Rinaldini, antifascista e partigiano italiano (n. 1922)
- 10 febbraio - Ernst Heinrich Schmauser, militare tedesco (n. 1890)
- 11 febbraio - Azeglio Bemporad, astronomo e matematico italiano (n. 1875)
- 11 febbraio - Al Dubin, paroliere statunitense (n. 1891)
- 11 febbraio - Helmuth Dörner, militare tedesco (n. 1909)
- 11 febbraio - Giuseppe Nadi, schermidore italiano (n. 1860)
- 11 febbraio - Joachim Rumohr, generale tedesco (n. 1910)
- 11 febbraio - Gerhard Schmidhuber, generale tedesco (n. 1894)
- 11 febbraio - August Zehender, generale tedesco (n. 1903)
- 12 febbraio - Evgen Betetto, calciatore, scrittore e partigiano sloveno (n. 1895)
- 12 febbraio - Bruno Lichene, partigiano italiano (n. 1925)
- 12 febbraio - Guido Pasolini, partigiano italiano (n. 1925)
- 12 febbraio - Walraven van Hall, banchiere e partigiano olandese (n. 1906)
- 13 febbraio - Franz Boehm, presbitero tedesco (n. 1880)
- 13 febbraio - Dorothea Köring, tennista tedesca (n. 1880)
- 13 febbraio - Peter Chalmers Mitchell, zoologo scozzese (n. 1864)
- 13 febbraio - Henrietta Szold, attivista statunitense (n. 1860)
- 14 febbraio - Ernst Ahl, zoologo e naturalista tedesco (n. 1898)
- 14 febbraio - Paolo Fabbri, partigiano, sindacalista e antifascista italiano (n. 1889)
- 14 febbraio - Georg Kelling, chirurgo tedesco (n. 1866)
- 14 febbraio - Otto Kittel, aviatore tedesco (n. 1917)
- 14 febbraio - Rina Maluta, pittrice italiana (n. 1868)
- 14 febbraio - Olao Pivari, partigiano italiano (n. 1921)
- 14 febbraio - Ludovico Ticchioni, partigiano italiano (n. 1927)
- 15 febbraio - Franco Centro, partigiano italiano (n. 1930)
- 15 febbraio - Bruno Longhi, antifascista italiano (n. 1909)
- 15 febbraio - Pier Giulio Magistretti, architetto italiano (n. 1891)
- 15 febbraio - Calogero Marrone, funzionario e antifascista italiano (n. 1889)
- 15 febbraio - Franz Riegler, calciatore tedesco (n. 1922)
- 15 febbraio - Charles Simmons, ginnasta britannico (n. 1885)
- 16 febbraio - Arduino Bizzarro, partigiano e militare italiano (n. 1923)
- 16 febbraio - Antonio Andrea Cucca, poeta italiano (n. 1870)
- 16 febbraio - Yun Dong-ju, poeta coreano (n. 1917)
- 17 febbraio - Francesco Da Gioz, partigiano italiano (n. 1896)
- 17 febbraio - Mario Martire, aviatore italiano (n. 1910)
- 17 febbraio - Elisa Sala, partigiana italiana (n. 1925)
- 18 febbraio - Brenno Bertoni, avvocato, giornalista e politico svizzero (n. 1860)
- 18 febbraio - Mathilde Cohen Tervaert-Israëls, attivista olandese (n. 1864)
- 18 febbraio - Friedrich Reck-Malleczewen, scrittore tedesco (n. 1884)
- 18 febbraio - Guido Sagramoso, ingegnere, dirigente d'azienda e politico italiano (n. 1875)
- 18 febbraio - Ivan Danilovič Černjachovskij, generale sovietico (n. 1906)
- 19 febbraio - John Basilone, militare statunitense (n. 1916)
- 19 febbraio - Achille Beltrame, illustratore e pittore italiano (n. 1871)
- 19 febbraio - Pietro Bruzzi, anarchico, operaio e partigiano italiano (n. 1888)
- 19 febbraio - Ancilla Marighetto, partigiana italiana (n. 1927)
- 19 febbraio - Fay Moulton, velocista e giocatore di football americano statunitense (n. 1876)
- 20 febbraio - Roderick Stephen Hall, militare statunitense (n. 1915)
- 20 febbraio - Luigi Lanfranconi, partigiano italiano (n. 1913)
- 20 febbraio - Walter Masetti, partigiano italiano (n. 1910)
- 20 febbraio - Costantino Ribaga, entomologo e agronomo italiano (n. 1870)
- 20 febbraio - Stanisława Rodzińska, religiosa polacca (n. 1899)
- 21 febbraio - Karl Auer, calciatore tedesco (n. 1898)
- 21 febbraio - Massimiliano Erasi, ufficiale e aviatore italiano (n. 1908)
- 21 febbraio - Eric Liddell, velocista, rugbista a 15 e missionario britannico (n. 1902)
- 21 febbraio - Heinz Schlauch, nuotatore tedesco (n. 1915)
- 22 febbraio - Sara Josephine Baker, medico statunitense (n. 1873)
- 22 febbraio - Frederic Bancroft, storico, scrittore e bibliotecario statunitense (n. 1860)
- 22 febbraio - Osip Maksimovič Brik, scrittore e critico letterario sovietico (n. 1888)
- 22 febbraio - Jacques Doriot, politico, giornalista e militare francese (n. 1898)
- 22 febbraio - Luigi Paulini, vescovo cattolico italiano (n. 1862)
- 22 febbraio - Kálmán Szeverényi, militare e aviatore ungherese (n. 1920)
- 23 febbraio - Reginald Barker, regista statunitense (n. 1886)
- 23 febbraio - Gian Attilio Dalla Bona, medico, partigiano e antifascista italiano (n. 1918)
- 23 febbraio - Giovanni Domaschi, operaio italiano (n. 1891)
- 23 febbraio - Luciano Domenico, partigiano italiano (n. 1933)
- 23 febbraio - Wincenty Stefan Frelichowski, presbitero polacco (n. 1913)
- 23 febbraio - Enzo Gibin, partigiano italiano (n. 1926)
- 23 febbraio - József Horváth, calciatore ungherese (n. 1890)
- 23 febbraio - Władysław Jan Kalkus, generale e aviatore polacco (n. 1892)
- 23 febbraio - Rudolf Lange, poliziotto tedesco (n. 1910)
- 23 febbraio - Serafino Mazzolini, politico e diplomatico italiano (n. 1890)
- 23 febbraio - Ernesto Mora, partigiano italiano (n. 1924)
- 23 febbraio - Adalbert Ritter, calciatore rumeno (n. 1900)
- 23 febbraio - Aleksej Nikolaevič Tolstoj, scrittore e politico russo (n. 1883)
- 24 febbraio - Giovanni Balbo, partigiano italiano (n. 1888)
- 24 febbraio - Olga Blumenthal, germanista italiana (n. 1873)
- 24 febbraio - Eugenio Curiel, partigiano e fisico italiano (n. 1912)
- 24 febbraio - William Elmer, attore statunitense (n. 1869)
- 24 febbraio - Carolina Isolani, scrittrice e filantropa italiana (n. 1875)
- 24 febbraio - Ahmed Maher Pascià, politico egiziano (n. 1888)
- 24 febbraio - Josef Mayr-Nusser, italiano (n. 1910)
- 24 febbraio - Renato Mazzolani, marinaio e militare italiano (n. 1887)
- 24 febbraio - Dario Scaglione, partigiano italiano (n. 1926)
- 25 febbraio - Giuseppe Catani Chiti, pittore e scultore italiano (n. 1866)
- 25 febbraio - Francesco Cavallini, calciatore italiano (n. 1896)
- 25 febbraio - Ernst Stein, storico austriaco (n. 1891)
- 25 febbraio - Mário de Andrade, scrittore, musicologo e critico letterario brasiliano (n. 1893)
- 26 febbraio - Sharif el-Gariani, religioso libico (n. 1877)
- 26 febbraio - Millard Harmon, generale statunitense (n. 1888)
- 26 febbraio - Sanji Iwabuchi, ammiraglio giapponese (n. 1895)
- 26 febbraio - Jenő Jenőfi, calciatore ungherese (n. 1912)
- 26 febbraio - Giuseppe Rossi, presbitero italiano (n. 1912)
- 27 febbraio - Francesco Besso, partigiano italiano (n. 1921)
- 27 febbraio - Arthur Tell Schwab, marciatore svizzero (n. 1896)
- 28 febbraio - Rudolf Breslauer, fotografo tedesco (n. 1903)
- 28 febbraio - Paolo Davoli, partigiano, attivista e antifascista italiano (n. 1900)
- 28 febbraio - Kálmán Kánya, politico ungherese (n. 1869)
- 28 febbraio - Mino Steiner, avvocato italiano (n. 1909)
- 28 febbraio - Vincenzo Stimolo, militare, partigiano e agente segreto italiano (n. 1911)
- 28 febbraio - Walter Süskind, tedesco (n. 1906)